# Auguste Fauchard
Auguste Fauchard (* 5. März 1881 in Laval; † 26. September 1957 ebenda) war ein französischer Organist, Komponist, Priester, Pädagoge und Ritter der Ehrenlegion.

## Leben und Wirken
Auguste Fauchard erhielt Unterricht in Klavier, Orgel und Harmonienlehre und begleitete bereits im Alter von 11 Jahren die Gottesdienste des Priesterseminars auf der Orgel. Er studierte Theologie und wurde 1903 zum Priester geweiht. Anschließend studierte er in Paris Komposition und Orgel bei Louis Vierne und besuchte die Vorlesungen der Orgelklasse von Alexandre Guilmant am Pariser Konservatorium. Bis 1925 wirkte er als Vikar und Organist in Notre-Dame de Mayenne (mit einer kurzen Unterbrechung während des Ersten Weltkriegs, wo er einen Dienst in der Krankenpflege leistete). Zur Vervollständigung seiner Studien absolvierte er von 1925 bis 1927 Kurse der Schola Cantorum Paris bei Vincent d’Indy und bei André Marchal. 
Er wurde mit dem ersten Preis im Wettbewerb für Orgelimprovisation und Zertifikaten im Fach Komposition ausgezeichnet. Dann kehrte er nach Laval zurück und wurde zum Organisten der Kathedrale von Laval und zum Musikdirektor für Geistliche Musik der Diözese ernannt. Neben seiner musikalischen Tätigkeit war er Sekretär des Bistums. 1929 wurde er zum Ehrenkanoniker (Chanoine) ernannt und am 5. Juni 1953 zum Ritter der Ehrenlegion. Er gab über 200 Konzerte, weihte neue Orgeln ein und arbeitete als Pädagoge. Sein Kompositionsstil war stilistisch stark an den seines Lehrers Louis Vierne angelehnt. Ein Jahr vor seinem Tod schrieb er seine Memoiren. In Laval wurde ein Straßenname nach ihm benannt: Rue Auguste Fauchard.

## Werke (Auswahl)

### Werke für Orgel
- Sinfonie Nr. 1 (1925)
- Sinfonie Nr. 2 (1929)
- Sinfonie Nr. 3 „Symphonie Mariale“ (1941)
- Sinfonie Nr. 4 „Symphonie Eucharistique“ (1945)
- Le Mystère de Noël (1940)
- Choral und Fuge über „Ave Maris Stella“
- Vexilla regis (1955)
- In Memoriam

### Messe
- Sainte Thérèse de l’Enfant Jésus für Chor und Orgel (1947)[3][4]